# Мор (Канталь)
Мор (фр. Maurs, окс. Maurç) — коммуна во Франции, находится в регионе Овернь. Департамент — Канталь. Административный центр кантона Мор. Округ коммуны — Орийак.
Код INSEE коммуны — 15122.
Коммуна расположена приблизительно в 470 км к югу от Парижа, в 140 км юго-западнее Клермон-Феррана, в 31 км к юго-западу от Орийака.

## Население
Население коммуны на 2008 год составляло 2239 человек.
| 1962 | 1968 | 1975 | 1982 | 1990 | 1999 | 2008 |
| ---- | ---- | ---- | ---- | ---- | ---- | ---- |
| 2485 | 2535 | 2566 | 2426 | 2350 | 2253 | 2239 |

## Экономика
В 2007 году среди 1257 человек в трудоспособном возрасте (15—64 лет) 866 были экономически активными, 391 — неактивными (показатель активности — 68,9 %, в 1999 году было 68,0 %). Из 866 активных работали 780 человек (402 мужчины и 378 женщин), безработных было 86 (43 мужчины и 43 женщины). Среди 391 неактивных 93 человека были учениками или студентами, 185 — пенсионерами, 113 были неактивными по другим причинам.

## Города-побратимы
- Лос-Аркос (Испания)

## Достопримечательности
- Церковь Сен-Сюльпис, или Сен-Сезер (XV—XVI века). Памятник истории с 1970 года[3]

## Фотогалерея

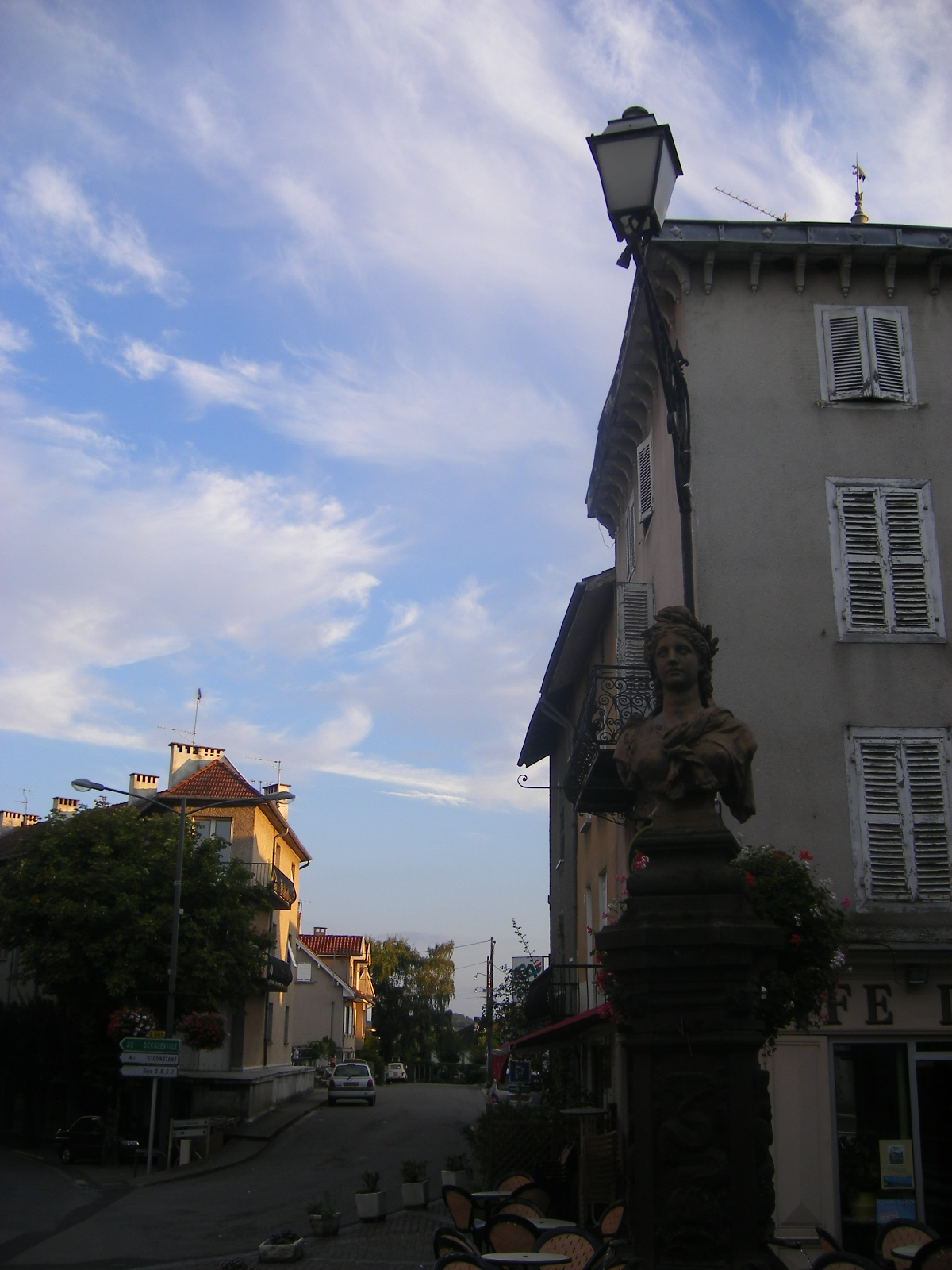
Мор
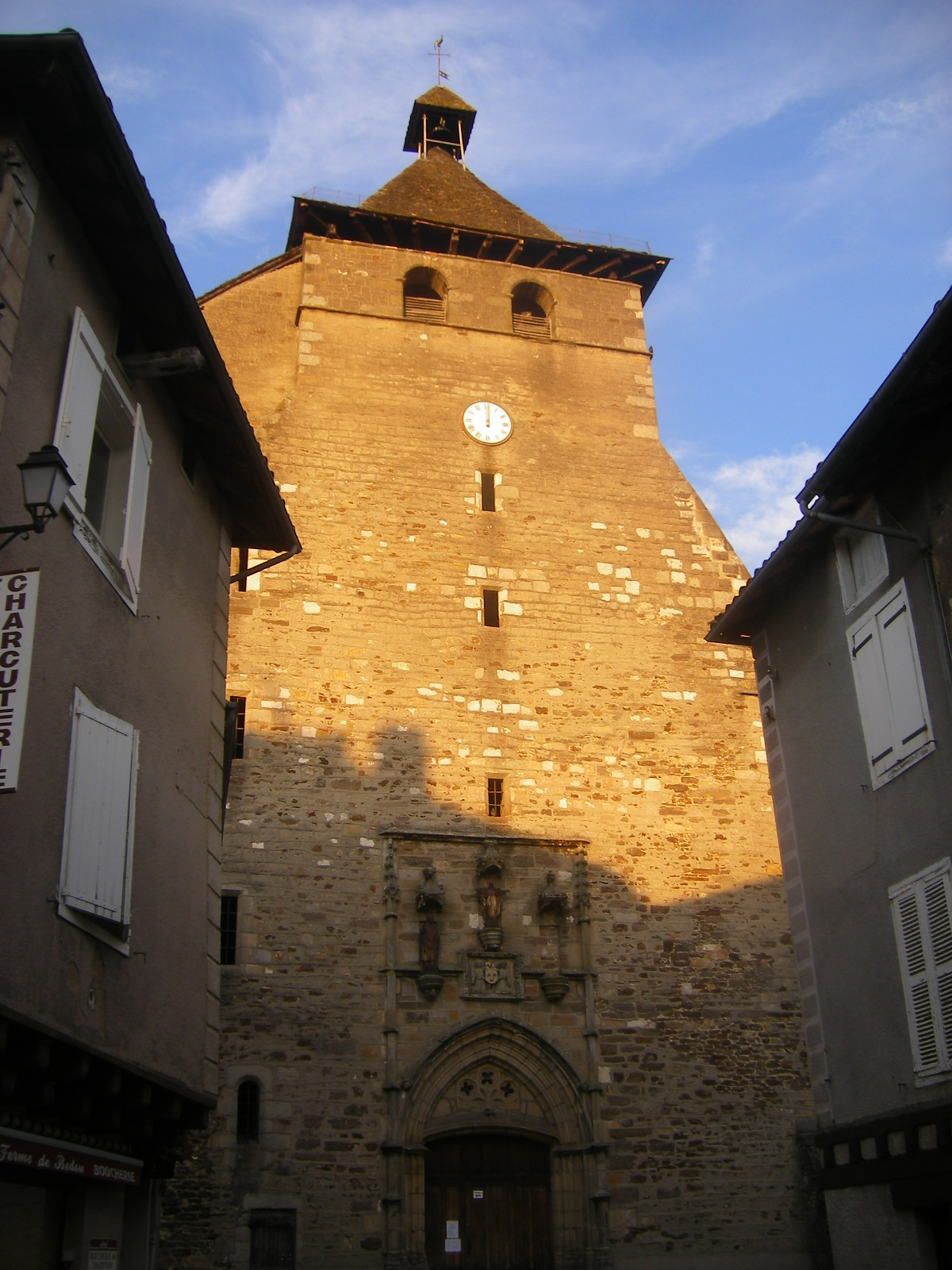
Церковь Сен-Сюльпис
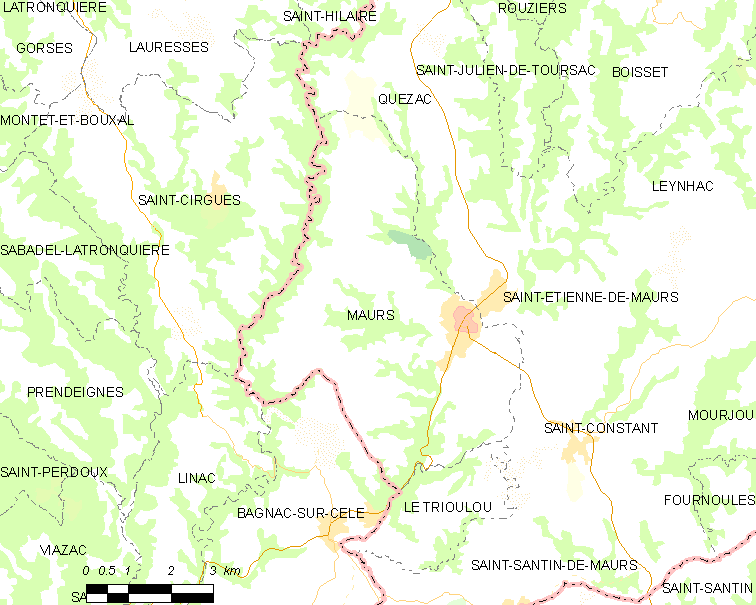
Карта коммуны